# 立川郵便局
立川郵便局（たちかわゆうびんきょく）は東京都立川市にある郵便局。民営化前の分類では集配普通郵便局であった。

## 概要
住所：〒190-8799 東京都立川市曙町2-14-36

### 併設施設
- ゆうちょ銀行立川店（本店立川出張所）：取扱店番号010560

### 分室
分室はなし。過去に存在した分室は以下のとおり。
- 貯金保険分室 - 1951年（昭和26年）に廃止。
- 自衛隊内分室 - 1964年（昭和39年）に廃止。
- 郵政研修所内分室 - 1967年（昭和42年）に廃止。

## 沿革
- 1901年（明治34年）3月15日 - 立川郵便受取所として開設[1]。
- 1902年（明治35年）1月21日 - 立川郵便局（三等）となる[1]。
- 1937年（昭和12年）11月1日 - 等級を三等から二等に改定[2]。
- 1941年（昭和16年）8月17日 - 曙町分室を設置[3]。
- 1944年（昭和19年）10月6日 - 曙町分室を貯金保険分室に改称[4]。
- 1949年（昭和24年）11月26日 - 北多摩郡谷保村の国立東京郵政研修所内に郵政研修所内分室を設置[5]。
- 1951年（昭和26年）11月18日 - 貯金保険分室を廃止[6]。
- 1952年（昭和27年）10月1日 - 立川市曙町三丁目に予備隊内分室を設置。
- 1952年（昭和27年）11月1日 - 予備隊内分室を保安隊内分室に改称。
- 1954年（昭和29年）7月16日 - 保安隊内分室を自衛隊内分室に改称。
- 1956年（昭和31年）11月1日 - 電話通話および和文電報受付事務の取扱を開始。
- 1957年（昭和32年）2月21日 - 郵政研修所内分室および自衛隊内分室において、電話通話および和文電報受付事務の取扱を開始。
- 1961年（昭和36年）6月1日 - 自衛隊内分室における為替貯金事務を廃止。
- 1964年（昭和39年）11月1日 - 自衛隊内分室を廃止。
- 1967年（昭和42年）2月16日 - 郵政研修所内分室を廃止。取扱業務は、新設の中央郵政研修所内郵便局に承継された。
- 1991年（平成3年）10月1日 - 外国通貨の両替および旅行小切手の売買に関する業務取扱を開始。
- 2007年（平成19年）10月1日 - 民営化に伴い、併設された郵便事業立川支店、ゆうちょ銀行立川店に一部業務を移管。
- 2012年（平成24年）10月1日 - 日本郵便株式会社発足に伴い、郵便事業立川支店を立川郵便局に統合。
- 2022年（令和4年）1月28日 - 立川郵便局の50代の元統括課長（懲戒免職）が、書き損じ葉書の交換枚数を水増しする手口等により、2016年から2021年までの間に約3.5億円分の切手等を詐取していた事案が発生したとの報告を受け、総務省が日本郵便に対して行政指導。

## 取扱内容

### 立川郵便局
- 郵便、印紙、ゆうパック、内容証明
- 生命保険、バイク自賠責保険、自動車保険、がん保険、引受条件緩和型医療保険
- 立川市内の集配業務
- ゆうゆう窓口

### ゆうちょ銀行立川店
- 貯金、貸付、為替、振替、振込、国際送金、外貨両替、国債、投資信託、変額年金保険、ローン
- ATM

## 周辺施設
- ルミネ立川店
- 伊勢丹立川店
- ファーレ立川
- 立川競輪場

## アクセス
- JR立川駅（北口）から徒歩約4分、多摩都市モノレール線 立川北駅から徒歩約6分
- 立川バス、西武バス、京王バス 立川駅北口停留所下車
- 中央自動車道 国立府中ICから北西へ約4.5km
- 駐車場あり：4台